# Кай (острова)
Кай (индон. Kepulauan Kai) — группа островов в Восточной Индонезии. Административно относится к провинции Малуку.

## География
Острова Кай расположены на востоке Уоллесии на границе Арафурского моря и моря Банда. К востоку от архипелага расположены острова Ару, к юго-западу — Танимбар, к северу — Птичья Голова Новой Гвинеи, к северо-западу — Серам.
Площадь архипелага 1252 км², из которых 550 км² занимает остров Кай-Бесар, 399 км² — Кай-Кесиль.
Острова в основном покрыты типичными для экорегиона влажными лиственными лесами. Воды у островов относятся к Коралловому треугольнику, отличаясь большим биоразнообразием.
Количество островов Кай оценивается в 47, а с ближайшими островами Таянду превышает 70.

### Климат
Острова Кай расположены в непосредственной близости от экватора, круглый год стоит жаркая погода. В период с апреля по сентябрь на островах наблюдается сухой сезон, когда дождей практически не бывает.

## Население
Население — 154 тыс. человек (2010). По оценке 2022 года, на островах проживает 217 тыс. жителей.
Коренное население состоит из меланезийцев, которые в культурном отношении смешались с малайскими этническими группами.
Большинство жителей исповедуют христианство, в основном католики (44 %) и протестанты (26 %), но количество мусульман также значительно (около 28 %).
Почва на островах малоплодородна, здесь широко распространено подсечно-огневое земледелие. Жители занимаются рыболовством, а в Кай-Кечиле собирают культивированный жемчуг.

## История
Кай стали известны европейцам с XVI века как часть Молуккского архипелага, известного как Острова Пряностей. В то время в Европе особенно ценились такие пряности как мускатный орех и гвоздика.